# Liste der Kreisstraßen im Kreis Paderborn
Die Liste der Kreisstraßen im Kreis Paderborn ist eine Auflistung der Kreisstraßen im Kreis Paderborn, Nordrhein-Westfalen.

## Abkürzungen
- K: Kreisstraße
- L: Landesstraße

## Liste
Die Kreisstraßen behalten die ihnen zugewiesene Nummer innerhalb von Nordrhein-Westfalen auch bei einem Wechsel in einen anderen Kreis oder in eine kreisfreie Stadt. Nicht vorhandene bzw. nicht nachgewiesene Kreisstraßen werden in Kursivdruck gekennzeichnet, ebenso Straßen und Straßenabschnitte, die unabhängig vom Grund (Herabstufung zu einer Gemeindestraße oder Höherstufung) keine Kreisstraßen mehr sind.
Der Straßenverlauf wird in der Regel von Nord nach Süd und von West nach Ost angegeben.
| Nr.  | Verlauf |
| ---- | --- |
| K 1  | L 755 in Neuenbeken – Dahl – K 38 – – Dörenhagen – K 2 – Ebbinghausen – K 26 – L 754 in Atteln                                                                      |
| K 2  | L 756 in Wewer – Nordborchen – L 755 – K 21 – K 1 in Dörenhagen |
| K 3  | L 815 in Heddinghausen – Bentfeld – K 5 – Scharmede – K 32 – in Salzkotten                                                                                          |
| K 4  | L 756 in Hövelhof – Truppenübungsplatz Senne – K 97 |
| K 5  | in Delbrück – Anreppen – L 815 – Bentfeld – K 3 – K 28 – Gesseln – K 7 – L 756 in Elsen                                                                             |
| K 6  | K 9 in Lippling – L 751 – Ostenland – L 822 – L 813 – K 97 |
| K 7  | in Sande – K 5 in Elsen |
| K 9  | (K 9 im Kreis Gütersloh) – Kreisgrenze – K 61 – Lippling – K 6 – L 751                                                                                              |
| K 10 | – Kuhlen – L 586 – Hagen – L 822 – L 815 in Boke |
| K 11 | K 38 in Urenberg – Herbram – K 13 – L 817 in Asseln |
| K 12 | L 817 in Asseln – Hakenberg – L 817 |
| K 13 | in Grundsteinheim – Iggenhausen – K 14 – Herbram – K 11 – Herbram-Wald – L 817 – Kreisgrenze – (K 13 im Kreis Höxter)                                               |
| K 14 | K 13 in Iggenhausen – L 817 in Asseln |
| K 15 | L 755 in Altenbeken – L 828 in Buke |
| K 16 | K 37 am Flughafen Paderborn/Lippstadt – Ahden – K 21 – Brenken – L 736 – L 754                                                                                      |
| K 17 | (K 17 im Kreis Soest) – Kreisgrenze – Vennbruch – L 749 in Mühlenheide                                                                                              |
| K 18 | – Kreisgrenze – (K 18 im Kreis Höxter) |
| K 20 | L 752 in Alfen – L 756 – L 755 – Kirchborchen – Etteln – K 22 – Henglarn – L 818 – L 754 – Helmern – L 744                                                          |
| K 21 | K 16 in Ahden – Wewelsburg – L 751 – L 636 – Niederntudorf – L 756 – L 755 – Galli-Höhe – K 20 – K 2 in Kirchborchen                                                |
| K 22 | K 20 in Etteln – L 818 |
| K 23 | K 69 in Blankenrode – Kreisgrenze – (K 68 im Kreis Höxter) |
| K 24 | K 69 – Holtheim – K 25 – |
| K 25 | L 817 in Lichtenau – K 24 in Holtheim |
| K 26 | K 1 in Ebbinghausen – Lichtenau – L 817 – Kreisgrenze am südlichen Straßenrand – Kreisgrenze – (K 26 im Kreis Höxter)                                               |
| K 27 | – Schwaney – K 38 – L 828 |
| K 28 | in Sande – K 5 – Gesseln – K 32 – in Wewer |
| K 29 | L 815 – Schloß Neuhaus – L 756 – Mastbruch – – K 38 – Dören – L 755 –                                                                                               |
| K 30 | K 38 in Marienloh – L 814 – L 937 |
| K 32 | K 55 in Verne – Thüle – L 751 – Scharmede – K 3 – K 28 – L 756 in Elsen                                                                                             |
| K 33 | L 776 – L 549 in Büren |
| K 34 | L 637 in Harth – K 35 – Weiberg – K 35 – L 549 – Hegensdorf – Leiberg – L 754 in Haaren                                                                             |
| K 35 | L 637 in Büren (– Abzweig nach Barkhausen) – Weiberg – K 34 – Harth – K 34                                                                                          |
| K 36 | L 549 in – Fürstenberg – L 956 in Bleiwäsche |
| K 37 | L 776 – L 637 (– Abzweig zur ) – Flughafen Paderborn/Lippstadt – K 16 – L 751 – L 636 – Oberntudorf – L 752 – L 756 – Wewer – in Paderborn                          |
| K 38 | (K 38 im Kreis Lippe) – Kreisgrenze – Bad Lippspringe – L 814 – Marienloh – K 29 – Paderborn – L 755 in Paderborn – Dahl – K 1 – Urenberg – K 11 – Schwaney – L 828 |
| K 40 | (K 40 im Kreis Gütersloh) – Kreisgrenze – Moese – L 586 in Wiebeler                                                                                                 |
| K 46 | L 935 in Hövelriege – L 756 in Hövelhof |
| K 50 | (K 50 im Kreis Soest) – Kreisgrenze – Kreisgrenze nördlich der Straße – L 549 in Steinhausen                                                                        |
| K 55 | L 549 – K 32 – Verne – L 636 – K 58 – Kreisgrenze – (K 55 im Kreis Soest)                                                                                           |
| K 58 | K 58 – Vennerholz – Kreisgrenze – (K 58 im Kreis Soest) |
| K 61 | K 9 – Schöning – – Westenholz – L 586 – Sutern – L 822 – Mantinghausen – L 815 – L 636 – Verlar – Kreisgrenze – (K 61 im Kreis Soest)                               |
| K 65 | (K 65 im Kreis Soest) – Kreisgrenze – Siddinghausen – L 637 |
| K 69 | L 817 – K 24 – Blankenrode – K 23 – Kreisgrenze – (K 69 im Hochsauerlandkreis)                                                                                      |
| K 95 | (K 95 im Kreis Lippe) – Kreisgrenze – L 814 – K 30 – Benhausen – L 755 –                                                                                            |
| K 97 | L 822 in Ostenland – K 6 – Mühlensenne – L 756 – Klausheide – Staumühle – Truppenübungsplatz Senne – K 4 – Kreisgrenze – (K 97 im Kreis Lippe)                      |

## Quelle
- Landesvermessungsamt Nordrhein-Westfalen, Kreiskarte Nr. 26: Kreis Paderborn

Koordinaten: 51° 42′ 54,2″ N, 8° 44′ 26,1″ O